# NGC 1255

NGC 1255

NGC 1255 في الفهرس العام الجديد، هي مجرة، تقع في كوكبة الكور. اكتشفت في 30 أغسطس 1883 بواسطة إدوارد إيمرسون برنارد.

## روابط خارجية
- NGC 1255 على موقع ويكي سكاي: DSS2, SDSS, GALEX, IRAS, Hydrogen α, X-Ray, Astrophoto, Sky Map, Articles and images